# 5613 Donskoj
5613 Donskoj è un asteroide della fascia principale. Scoperto nel 1976, presenta un'orbita caratterizzata da un semiasse maggiore pari a 3,1196324 UA e da un'eccentricità di 0,1673071, inclinata di 1,64514° rispetto all'eclittica.